# 圆顶餐厅
圆顶餐厅（法語：La Coupole）是法国巴黎的一个餐厅，位于巴黎十四区的蒙帕纳斯大道102号，开张于1927年12月20日。业主投入巨资，采用了昂贵的装饰艺术风格。它与蒙帕纳斯的多摩咖啡館等其他餐厅同为当时艺术家和知识分子聚集地，著名的主顾包括路易·阿拉贡、毕加索、萨特、马尔罗、夏加尔、海明威等人。 